# Hipparchia infraochreata
Hipparchia infraochreata är en fjärilsart som beskrevs av Marcel Caruel 1946. Hipparchia infraochreata ingår i släktet Hipparchia och familjen praktfjärilar. Inga underarter finns listade i Catalogue of Life.